# Liste der Internationalen Meister (Verleihung 1956)

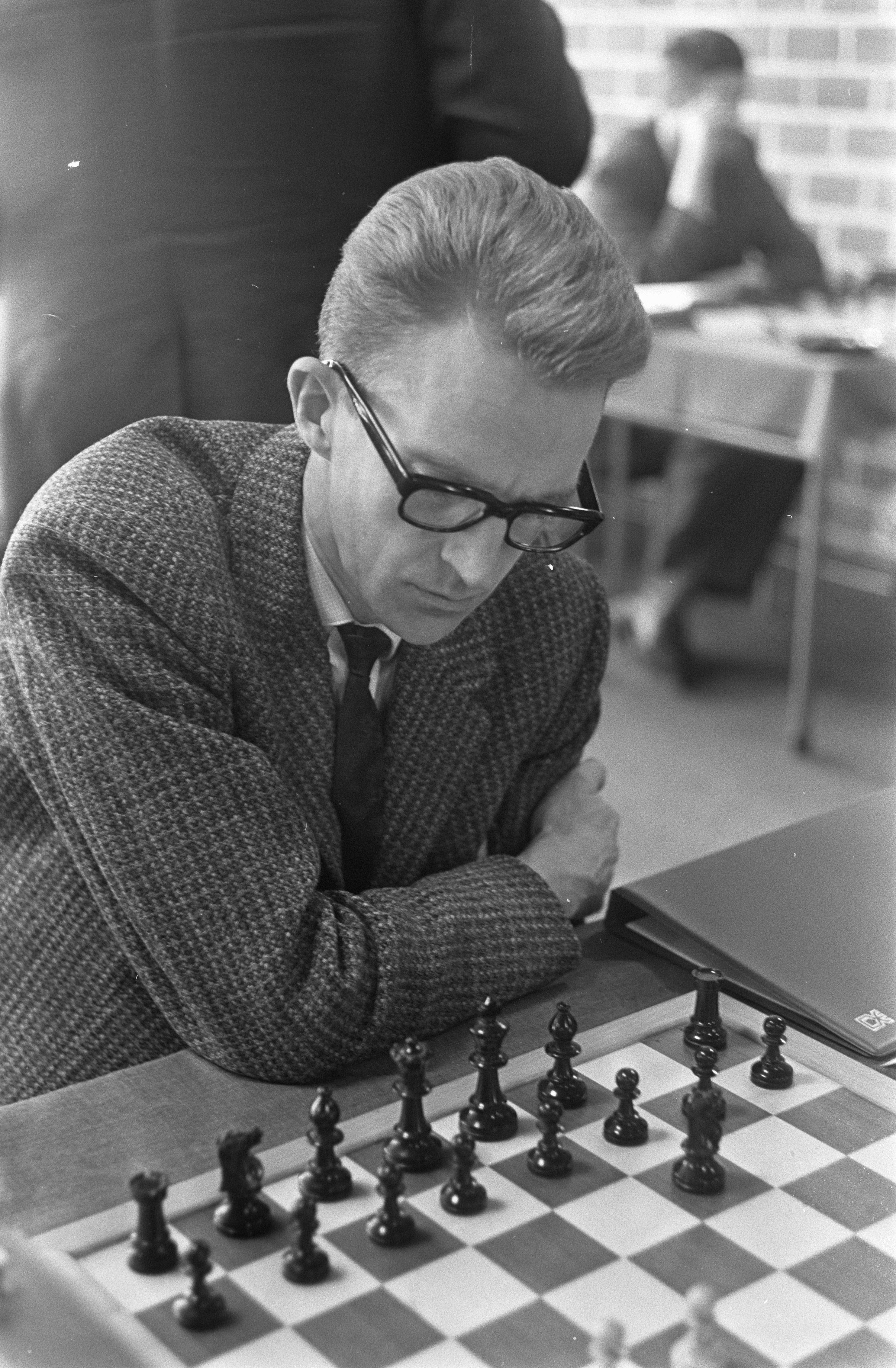
Friðrik Ólafsson war von 1978 bis 1982 Präsident der FIDE und spielte im Alter von 80 Jahren für die isländische B-Nationalmannschaft.

Die Liste der Internationalen Meister des Jahres 1956 führt alle Schachspieler auf, die im Jahr 1956 vom Weltschachbund FIDE den Titel Internationaler Meister erhalten haben. Die Verleihung erfolgte wie in den Vorjahren auf Basis von herausragenden Turnier- und Wettkampfergebnissen der jeweiligen Spieler.
Seit dem Tod von Friðrik Ólafsson im April 2025 ist keiner der damals acht geehrten Spieler mehr am Leben. Zwei der acht Spieler erreichten später den Großmeistertitel. Andreas Dückstein wurde 2024 zum Ehren-Großmeister ernannt, Olga Rubzowa wurde 1976 der neu geschaffene Titel einer Großmeisterin der Frauen verliehen.

## Legende
Die Tabelle enthält folgende Angaben:
- Name: Nennt den Namen des Spielers.
- Land: Nennt das Land, für das der Spieler 1956 spielberechtigt war.
- Lebensdaten: Nennt das Geburtsjahr und gegebenenfalls das Sterbejahr des Spielers.
- GM: Gibt für Spieler, die später zum Großmeister ernannt wurden, das Jahr der Verleihung an.
- HGM: Gibt für Spieler, die später zum Ehren-Großmeister ernannt wurden, das Jahr der Verleihung an.
- weitere Verbände: Gibt für Spieler, die früher oder später für mindestens einen anderen Verband spielberechtigt waren, diese Verbände mit den Zeiträumen der Spielberechtigung (sofern bekannt) an. Direkte Wechsel zu einem Nachfolgestaat sind nicht berücksichtigt.

## Liste
| Name              | Land                            | Lebensdaten | GM   | HGM  | weitere Verbände           |
| ----------------- | ------------------------------- | ----------- | ---- | ---- | -------------------------- |
| Miklós Bély       | Ungarn                          | 1913–1970   |      |      |                            |
| Andreas Dückstein | Österreich                      | 1927–2024   |      | 2024 |                            |
| Pablo Michel      | Argentinien                     | 1905–1977   |      |      | Deutsches Reich (bis 1939) |
| Friðrik Ólafsson  | Island                          | 1935–2025   | 1958 |      |                            |
| Josef Rejfíř      | Tschechoslowakei                | 1909–1962   |      |      |                            |
| Olga Rubzowa      | Sowjetunion                     | 1909–1994   |      |      |                            |
| György Szilágyi   | Ungarn                          | 1921–1992   |      |      |                            |
| Wolfgang Uhlmann  | Deutsche Demokratische Republik | 1935–2020   | 1959 |      |                            |